# Abbaye Saint-Willibrord (Doetinchem)
L'abbaye Saint-Willibrord de Doetinchem est la plus jeune des abbayes bénédictines néerlandaises.

## Histoire
En 1904, les Bénédictins retournèrent aux Pays-Bas et s'installèrent en 1907 à l'abbaye Saint-Paul d'Oosterhout. En raison de sa croissance continue, l'abbaye Saint-Adelbert d'Egmond fut fondée en 1935. Comme l'intérêt pour cet établissement religieux se poursuivit, il fut envisagé dans les années 1930 de fonder un nouveau monastère en Gueldre. En 1942, des plans concrets furent élaborés pour fonder un petit monastère à la maison de Bingerden (nl) à Angerlo. En raison de la guerre, les plans furent modifiés et Bingerden fut transformée en maison de réfugiés pour les moines d'Egmond. En 1944, Bingerden fut réquisitionné et les moines s'installèrent temporairement à Doesburg. Après la libération, ils reçurent de l'autorité militaire l'autorisation de vivre jusqu'à leur retour au château de Slangenburg, qui avait été retiré à la famille allemande Passmann. Au cours de l'été 1945, les moines repartirent pour Egmond. On envisagea alors de fonder à nouveau un monastère en Gueldre.
L'abbaye a été fondée immédiatement après la Seconde Guerre mondiale à partir de l'abbaye Saint-Paul d'Oosterhout (alors) surpeuplée. Initialement, les moines vivaient au château de Slangenburg, qu'ils ont également restauré en même temps[réf. nécessaire]. Au sous-sol du château, ils ont suivi des cours de maçonnerie et ont utilisé les connaissances acquises pour construire, dans les années 1950, la nouvelle abbaye sur une partie du domaine, à environ un kilomètre de là. Les matériaux de construction étant rares après guerre, il a fallu utiliser des pavés usagés. Les toitures sont également particulières : faute de bois, elles sont réalisées en béton directement sous les tuiles.
À l’origine, le complexe actuel n’était destiné qu’à des logements temporaires. Il devait servir de bâtiment commercial après la construction à long terme d'une grande abbaye, mais cela n'a jamais été réalisé. L'église abbatiale est une copie à l'échelle d'une église abbatiale romane (Saint Philibert de Tournus, France).

## Abbés
- Dom Kees Tholens (1954-1972)
- Dom Piet van den Biesen (1984-1998)
- Dom Rien van den Heuvel (2007-2015)
- Dom Henry Vesseur (2015-....)